# Tinamú del Brasil
El tinamú del Brasil (Crypturellus strigulosus) és una espècie d'ocell de la família dels tinàmids (Tinamidae) que viu a la selva humida de l'est del Perú, nord i est de Bolívia, Amazònia del Brasil, a més de la Mata Atlàntica.